# Porta Panagia
La iglesia de Porta Panagia (en griego: Πόρτα-Παναγιά), nombre completo Panagia tis Portas (en griego: Παναγία της Πόρτας, «Panagia de Porta»), es una iglesia bizantina cerca del pueblo de Pyli, en la Unidad periférica de Tríkala en Grecia.

## Historia y ubicación
La iglesia está ubicada en la orilla norte del río Portaikos, en las ruinas del antiguo asentamiento de Megale Porta (en griego: Μεγάλη Πόρτα) o Megalai Pylai (en griego: Μεγάλαι Πύλαι), que fue arrasado por los otomanos en 1822. El pueblo moderno de Pyli, antes llamado Porta, se encuentra cerca. Los nombres tanto del asentamiento anterior como del actual significan "puerta" o "portón" en griego, y se derivan del cercano paso homónimo que forma una entrada a las Montañas Pindo.
La iglesia, dedicada a la Dormición de la Theotokos, fue originalmente el katholikón de un monasterio estauropégico dedicado a la «Invencible Panagia» (en griego: Παναγία Ακαταμάχητος, romanizado: Panagia Akatamachetos), fundado en 1283 por el gobernante de Tesalia, el sebastocrátor Juan I Ducas. Anteriormente se localizaba un templo antiguo en el sitio, con algunos restos de columnas sobrevivientes fuera del exonártex. Las extensas posesiones del monasterio en la región fueron confirmadas por los emperadores bizantinos Andrónico II Paleólogo y Andrónico III Paleólogo, incluido el metoquión de san Atanasio en Fanari, de san Nicolás en Lykousada, un san Demetrio no identificado, los santos Teodoros tou Kyrou Pavlou , el monasterio de Theotokos en Mavrovouni, el metoquión de Theotokos en el castillo de Fanari y el monasterio de Theotokos conocido como Boxista. El pueblo original de Megale Porta también es célebre como el lugar de nacimiento de san Besarión, metropolitano de Larisa. La iglesia es la única estructura que se conserva del antiguo monasterio. Pasó bajo la jurisdicción del cercano monasterio de Dousikou en 1843, sin dejar de funcionar como iglesia parroquial del pueblo de Porta.
La iglesia es accesible por carretera y está abierta a los visitantes de forma gratuita.

## Descripción
La iglesia está compuesta por la iglesia principal y el exonártex posterior. La iglesia principal es una basílica de tres naves con techo de crucería formado por un transepto vertical en la nave principal. Los pasillos laterales son considerablemente más bajos y están separados del pasillo central por columnas que sostienen seis arcos. Al este, la iglesia presenta tres ábsides de tres lados. Los muros de la iglesia a la altura de 2 metros están construidos con grandes bloques de sillería de piedra caliza, algunos de los cuales se han dispuesto para formar cruces, mientras que el resto se construyó en el sistema de ladrillo cerrado típicamente bizantino (piedras cuadradas con ladrillos alrededor). Las paredes externas cuentan con decoraciones de cerámica en forma de bandas dentadas, meandros, cruces, etc. Las ventanas son de doble o triple arco y están decoradas con cerámica. El exonártex, que se añadió a finales del siglo XIV, es del tipo de cruz inscrita, con cuatro pequeños nichos en las esquinas. La estructura se construyó en gran parte con material reutilizado. El fundador del monasterio, Juan I Ducas, fue enterrado ante el muro sur de la iglesia; un fresco sobre su tumba lo muestra "como un monje presentado por un ángel a la Virgen entronizada".
La mayor parte de la decoración interior original fue destruida en un incendio en 1855. El templón de mármol sobrevivió y fue restaurado y ligeramente alterado por el arqueólogo Anastasios Orlandos. Los dos pesarios orientales presentan mosaicos con representaciones completas de Jesucristo y la Theotokos Brephokratousa.